# 너덜트
너덜트는 유현규, 전상협, 임재형이 운영하는 개그 채널이다.

## 개요
3인으로 이루어진 유튜브 채널이다. 세명이서 기획, 촬영, 편집을 한다고 알려져 있다.
기존에는 유현규, 전상협 2인으로 이루어져 있었으나, 2022년 5월 14일 임재형이 합류했다.

## 특징
채널 이름의 뜻은 괴짜를 뜻하는 너드와 어른을 뜻하는 Adult의 합성어로, 하고 싶은 걸 해야 하는 철없는 어른들을 뜻한다. 이름을 만드는데 3개월이 걸렸다고 한다.
일상 생활에서 흔하게 상상해봤을 소재를 재미있게 만들어 큰 인기를 얻고 있다.
특히 모든 영상의 조회수가 구독자 수보다 많다.

## 기타
인플루언서 글로벌 협동조합 GIN 2022년 3월 이달의 인플루언서 수상
2022년 12월 9일 유현규가 우마게임 녹화에 16번 참가자로 참여하였다.
유현규는 한국은행 영상광고전 대상, LG CNS 카카오페이 영상공모전 금상, 대원제약 콜 대원 광고공모전 최우수상, 하이트진로 영상공모전 최우수상 등 엄청난 포트폴리오를 자랑한다.
전상협의 아버지는 영화평론가 전찬일이다.
전상협은 영화 우리마을 등 여러 작품에 단역으로 출연하다가 유현규의 제의로 너덜트에 합류하였다.